# Thomas Eriksson
Göte Thomas Eriksson (Borlänge, 7 de octubre de 1959) es un deportista sueco que compitió en esquí de fondo.
Ganó tres medallas en el Campeonato Mundial de Esquí Nórdico entre los años 1982 y 1991. Participó en los Juegos Olímpicos de Lake Placid 1980, ocupando el quinto lugar en la prueba de relevo.

## Palmarés internacional
| Campeonato Mundial | Campeonato Mundial     | Campeonato Mundial | Campeonato Mundial |
| Año                | Lugar                  | Medalla            | Prueba             |
| ------------------ | ---------------------- | ------------------ | ------------------ |
| 1982               | Oslo (Noruega)         | Medalla de oro     | 30 km              |
| 1985               | Seefeld (Austria)      | Medalla de bronce  | Relevo 4 × 10 km   |
| 1991               | Val di Fiemme (Italia) | Medalla de plata   | Relevo 4 × 10 km   |